# Waiaginseln
Die Waiaginseln (indonesisch Kepulauan Wayag, auch Wajag) sind eine Inselgruppe des indonesischen Archipels Raja Ampat. Die Inseln ragen kuppelförmig aus dem Meer und sind mit dichter Vegetation bedeckt.

## Geographie
Der Archipel Raja Ampat liegt nordwestlich der Vogelkophalbinsel Neuguineas. Die Waiaginseln bilden das nordwestliche Ende des Archipels. Südöstlich liegen die Inseln Waigeo und Kawe. Die Inseln gehören zum Distrikt (Kecamatan) Westwaigeo Festland (Waigeo Barat Daratan) im  Regierungsbezirk (Kabupaten) Raja Ampat (Provinz Papua Barat Daya). Nordwestlich liegt die Insel Sayang, die nicht mehr zu den Waiaginseln gehört.
Die Hauptinsel Waiag ist von zahlreichen kleineren Inseln und Felsen umgeben. Richtung Osten verläuft die Inselgruppe in einer Kette mit den größeren Inseln Jin (In), Ouoy, Bag und Urame (ehemals Matje).